# 齐心
齐心（1926年12月3日—），河北高阳人，中国共产党党员。中共元老习仲勋第二任妻子，中共中央总书记习近平生母。

## 經歷
1923年11月3日，齊心生於河北高陽。七七事变前夕，齐心考入北平市立第一女子中学。七七事变后，由于当时齐云身为中共外围组织中华民族解放先锋队学生会主席和党的发展对象，政治面貌已经暴露，党组织决定让其疏散，于是齐心跟随姐姐齐云从北京站跟平津流亡学生一同乘火车来到太原。在太原站下车后齐心和姐姐齐云暂住在齐云同学家中几日，随后开始艰难的逃难生活。1939年3月18日，齐心在晋东南找到姐姐齐云，齐云亲自将齐心到屯留县的抗日军政大学第一分校（抗大）女生队，齐心开始在此学习并结识了几位姐姐介绍的熟悉战友。1940年经批准到延安学习，同年加入八路军。1941年春天进入中共中央党校，并在平顺县加入中国共产党，隔年又被派到延安大学中学部学习。
1943年4月，17岁的齐心被中共中央西北局抽调到绥德师范和米脂中学以学生身份开展工作，並邂逅當時29岁的绥德地委书记习仲勋。1943年冬天，習仲勛收到抗大校長何長工的來信，何長工向習仲勛介紹齊心，說認識齊心的姐姐和父親。1944年4月28日，習仲勛和齊心结婚。此后直到1949年，齐心主要在绥德县和延安农村做基层工作，参加过历次土改，而习仲勋在延安任中共西北中央局书记，夫妻长时间异地。
1952年秋，习仲勋调到北京工作，齐心带着女儿齐桥桥和习安安于年底也从西安到北京安家，先到马列学院学习，后留中共中央党校工作，但家住东城区，相隔遥远，难以照顾孩子，于是把三岁的齐桥桥送到北海幼儿园，每周接回一次。1953年和1956年，儿子习近平和习远平相继出生，齐心在远离市区的马列学院和中央党校的学习和工作间隙哺育他们，直到十个月断奶后送回家中，由习仲勋照料。因工作单位距离家较远，齐心只在周末和节假日与与家人团聚，仅参加过一次外事活动，在1952年与习仲勋一起接待访华的蒙古人民革命党总书记兼部长会议主席泽登巴尔夫妇。
1962年，習仲勳遭到清洗，齐心主动要求参加“四清运动”。1963年，習仲勳受隔离审查期间，被安排在中央党校学习，独居在“西宫所”，与在中央党校工作的齐心团聚。1965年，习仲勋被安排下放洛阳矿山机械厂担任副厂长，齐心正在北京海淀区搞四清，只请了一天假，回家为他拆洗被褥送行，一别7年。
文化大革命期间，齐心因没有和习仲勋划清界限受到审查，被列入康生的500人黑名单，曾在五七干校劳动7年。齐心多次参加批斗会，包括批鬥其子習近平。1969年1月，不滿16歲的習近平作為知青下放陝北梁家河村插隊，齊心為他縫製了一個針線包，上繡紅字「娘的心」。 1972年冬，姐姐齐云写信给五七干校的齐心，告知母亲将不久于人世。齐心及其子女因此有机会从各地返京探亲团聚，并决定向国务院总理周恩来写信，提出几点请求：「(1)我和孩子们已经多年未见到仲勋了，请求总理帮我们母子早日见到他；(2)我们在北京已无住房，要求解决住房问题；(3)存款早已冻结，希望解冻一部分存款维持生活。」周恩来作出批复，安排他们见到了关押中的习仲勋，并解冻一部分存款，指示有关单位解决住处。
1975年春，经过近8年单独监禁的习仲勋被释放，齐心和他被安排一同去洛阳，住在耐火厂宿舍区，度过三年流放生活。1976年四人帮倒台及文革结束后，齐心为帮助习仲勋复出，与当时的清华大学“工农兵学员”习近平和女儿习乔乔一起，开始在北京“上访”。经时任中共中央组织部部长的胡耀邦指引，齐心求助王震，由他向邓小平说情。1978年2月22日习仲勋作为全国政协特邀委员出席了五届全国政协会议，恢复党籍；同年4月，恢复工作，调任广东任省委第一书记，齐心随往。
1990年，退居二線的習仲勳在深圳安度晚年，與齊心在深圳迎賓館5棟別墅「蘭園」生活了12年，大女兒习橋橋常伴在侧。2000年春夏之交，受习仲勋之托，齐心赴陕甘宁老区，沿习仲勋战斗过的地方作了一次考察，历时40天，行程4000多公里。2002年2月，習仲勳病重；4月中央派专机接回北京治病，5月在北京病逝。齐心后搬離蘭園，在深圳罗湖区居住。2012年12月7日和8日，习近平任职中共中央总书记后首次地方视察选择深圳，并探望了正在深圳一酒店疗养的齐心。2023年11月，齐心在中央电视台制作的习仲勋诞辰110周年纪录片《赤诚》中出镜受访。

## 事件

### 举报亲儿习近平
习近平下乡插队后不久，逃回北京被当成「盲流」关进了收容所。据习仲勋「忘年交」杨屏在香港《成报》的文章：「一天夜里下大雨，趁看守不注意，近平老哥跳窗户跑回家，妈妈吓坏了，问他怎么回来了？『妈妈，我饿。』近平哆哆嗦嗦地说。想让妈妈给弄点吃的，然后进房间换衣服。近平老哥万万没有想到，妈妈不但没有给他做饭吃，反而在他不知情的情况下，冒着大雨向领导报告去了。近平老哥知道不是妈妈心狠，而是被迫无奈。如果不去报告，就是包庇现行反革命，妈妈也会被抓走，那样，远平和安安怎么办？他俩还是小孩子啊！饥肠辘辘的近平老哥，永远坚强不屈的近平老哥当着姊姊安安和弟弟远平的面绝望地哭了，又绝望地跑进了雨夜。最后，颐和园一个看工地的老头儿收留了他，让近平老哥在一张连椅上熬过了一夜，第二天，就被抓进『少管所』劳动改造。北京市许多城建基础设施，比如西城区的地下排污管道的修建，近平老哥都流下过辛劳的汗水，和伤心的泪水，因为，他干活的时候，上面有警察拿着棒子！ 」

## 家庭
- 父亲：齐厚之（1894年－？）[12]，1922年毕业于北京大学文学院法律系。毕业后短暂任教一年后，在冯玉祥的国民革命军第三军中担任军法处长。北伐战争后任直隶省阜平县县长，一年后在直隶省政府担任秘书一职。1931年1月转任山西省阎锡山政府四科科长，将大女兒齐云、二女兒齐心、小兒子齐步带到了山西。1935年出任黎城县县长，1936年调任长治县县长。“七七事变”后任山西省政府第三行署秘书（行署设在阳城）。后担任傅作义将军的参议，北平解放时随傅作义起义。
- 母亲：邓耀珍
  - 姐姐：齐云（1918年－1979年），又名齐韫。
    - 姐夫：魏健（1914年－1980年1月5日），又名魏震五。

  - 弟弟：齐步（1927年7月－1987年10月24日），又名齐锐新。

- 丈夫：习仲勋（1913年10月15日－2002年5月24日），中共八大元老之一，曾任国务院副总理、中共中央书记处书记和全国人大常委会副委员长。
  - 长女：齐桥桥（1949年3月1日－），现任北京中民信房地产开发有限公司董事长[13]，银川大学客座教授[14]。第二任丈夫鄧家貴（1951年12月7日－），华裔加拿大人[15]，是北京中民信房地产有限公司总经理；
  - 次女：齐安安（1951年－），丈夫吴龙为澳洲永久居民[15]，曾任职深圳大唐移动通信。
  - 长子：习近平（1953年6月15日－），2012年11月出任中共中央总书记、中央军委主席，成为第五代最高领导人。
  - 次子：习远平（1956年11月－），现任国际节能环保协会会长。